# Salnikov
Salnikov je priimek več oseb:
- Ivan Petrovič Salnikov, sovjetski general
- Vladimir Valerjevič Salnikov, ruski plavalec